# Kim Yong-ik
Kim Yong-ik (* 15. Mai 1920 in Tongyeong, Gyeongsangnam-do; † 11. April 1995 in Seoul) war ein koreanisch-amerikanischer Schriftsteller.

## Leben
Kim Yong-ik wurde am 15. Mai 1920 in Tongyeong, Gyeongsangnam-do geboren. Er machte 1942 seinen Abschluss in Englischer Literatur an der Aoyama-Gakuin-Universität in Tokio. Nach der Befreiung Koreas 1945 ging er zum Studieren in die USA und erhielt 1956 seinen Bachelor am Florida Southern College. Danach besuchte er Masterkurse an der University of Kentucky und der University of Iowa.
1956 veröffentlichte er sein Werk The Wedding Shoes (In Korea unter dem Titel Die Schuhe mit dem Blumenmuster (꽃신) bekannt) in der Harper’s Bazaar und begann damit seine Karriere als Schriftsteller in den USA. 1967 wurde sein Werk Blue in the Seed (In Korea unter dem Titel Blaue Samen (푸른 씨앗) bekannt) mit dem Literaturpreis der österreichischen Regierung in der Kategorie Jugendliteratur ausgezeichnet und 1976 erhielt er von der amerikanischen Regierung ein National Endowment for the Arts. Die Kurzgeschichte Village Wine, die er zur gleichen Zeit veröffentlichte, wurde zu einer der besten amerikanischen Kurzgeschichten (Best American Short Stories) gewählt.
Von 1957 bis 1964 unterrichtete er Englische Literatur an der Korea University und der Ehwa Womans University. In dieser Zeit wurde auch ein Großteil seiner in Englisch verfassten Werke ins Koreanische übersetzt und veröffentlicht. 1964 ging er wieder in die USA und unterrichtete dort unter anderem an der Western Illinois University und der University of California, Berkeley. 1994 kehrte er als Gastprofessor an der Korea University zurück nach Korea, wo er am 11. April 1995 einem chronischen Herzleiden erlag. Er wurde in seiner Heimat Tongyeong beerdigt.

## Arbeiten

### Koreanisch
- 겨울의 사랑 Liebe im Winter (1956)
- 꽃신 Die Schuhe mit dem Blumenmuster (1956)
- 밤뱀 Die Nachtschlange (1964)

### Englisch (Auszug)
- The Shoes from Yang San Valley (1970)
- The Divine Gourd (1962)
- Love in the Winter (1969)
- Blue in the Seed (1964)
- The Happy Days (1960)
- The moons of Korea (1959)

### Übersetzungen

#### Deutsch
- Kleiner Sohn der stillen Insel, Ueberreuter Verlag (1976) ISBN 978-3-8000-4502-0.
- Vogelauge, Lamuv (1989)

## Auszeichnungen
- 1967 – Literaturpreis der Österreichischen Regierung in der Kategorie Jugendliteratur
- 1990 – 1. Koreanische Literaturpreis für ausländische Literatur